# Sirogojno
Sirogojno (cyr. Сирогојно) – wieś w Serbii, w okręgu zlatiborskim, w gminie Čajetina. W 2011 roku liczyła 630 mieszkańców.